# Кашевская
Кашевская — деревня в Омутинском районе Тюменской области России. Входит в состав Омутинского сельского поселения.

## География
Деревня расположена в южной части области, в зоне лесостепи, по берегам реки Каш. С севера проходит железнодорожная линия Тюмень — Омск. Фактически деревня примыкает к селу Омутинское.
Уличная сеть представлена 6 улицами: Береговая, Лесная, Мира, Новая, Центральная, Школьная.

## История
Входит в состав МО Омутинское сельское поселение согласно Закону Тюменской области от 5 ноября 2004 года № 263 «Об установлении границ муниципальных образований Тюменской области и наделении их статусом муниципального района, городского округа и сельского поселения».

## Население
| 2010 |
| ---- |
| 366  |

## Инфраструктура
Основной вид деятельности — земледелие.

## Транспорт
Автодорога от села Омутинское. Автобусное сообщение.
Ближайшая железнодорожная станция Омутинская находится в райцентре — селе Омутинское.